# Bromus paulsenii
Bromus paulsenii är en gräsart som beskrevs av Eduard Hackel. Bromus paulsenii ingår i släktet lostor, och familjen gräs. Inga underarter finns listade i Catalogue of Life.